# Osamu Muramatsu
Osamu Muramatsu (村松 修 Muramatsu Osamu, nacido en 1949?) es un astrónomo japonés.
Según el Centro de Planetas Menores, ha descubierto 73 asteroides así como, junto a Yoshio Kushida, el cometa 147P/Kushida-Muramatsu.
Muramatsu trabaja en el planetario en la sala Shibuya de Tokio, Japón. El asteroide del cinturón principal (5606) Muramatsu, descubierto por el astrónomo y colega Satoru Otomo, fue nombrado en su honor el 28 de julio de 1999.